# Mame Diodio Diouf
Mame Diodio Diouf (15 de dezembro de 1984) é uma basquetebolista senegalesa.

## Carreira
Mame Diodio Diouf integrou a Seleção Senegalesa de Basquetebol Feminino, na Rio 2016, que terminou na décima segunda posição.